# Kusatsu (Gunma)
Kusatsu (草津町 Kusatsu-machi?) es un pueblo en la prefectura de Gunma, Japón, localizado en la parte central de la isla de Honshū, en la región de Kantō. El 1 de marzo de 2021 tenía una población estimada de 6058 habitantes y una densidad de población de 122 personas por km². Kusatsu es uno de los complejos termales (onsen) más famosos de Japón.

## Geografía
Kusatsu se encuentra en el noroeste de la prefectura de Gunma, situado a unos 1200 metros sobre el nivel del mar. El volcán activo Kusatsu-Shirane, el inactivo monte Tengu y el monte Motoshirane se encuentran al oeste de Kusatsu. Limita con los pueblos de Naganohara y Nakanojō, y la villa de Tsumagoi, así como con Takayama en la prefectura de Nagano.

## Economía
El principal ingreso del pueblo es el turismo (aproximadamente el 90% de la población activa está empleada en el sector terciario), principalmente en relación con sus centros termales (onsen), con muy poca industria y casi nada de agricultura.

## Demografía
Según los datos del censo japonés, la población de Kusatsu ha disminuido constantemente en los últimos 30 años.
| Gráfica de evolución demográfica de Kusatsu entre 1940 y 2015 |
|                                                               |
| Oficina de Estadística de Japón                               |

## Ciudades hermanas
Está hermanado o tiene tratado de amistad con:
- Hayama, Kanagawa, Japón, desde 1969;[7]
- Kusatsu, Shiga, Japón, desde 1997;[8]
- Bietigheim-Bissingen, Alemania, desde 1962;[9]
- Neustift, Austria, desde 1986;[10]
- Karlovy Vary (Karlsbad, Carlsbad), República Checa desde 1992;[11]
- Snowy River, Australia desde 1991.[12]